# Pravi konji
Pravi konji (konji; lat. Equus (Equus)) podrod neparnoprstaša unutar roda konja (Equus). Podrod se sastoji od jedne vrste Equus caballus, s tri podvrste: divlji konj Przewalskoga (Equus przewalskii); ruski divlji konj ili tarpan i divlji konj, koji po drugoj klasifikaciji čine zasebne vrste
Rodu konja osim pravih konja pripadaju i magarci (Equus (Asinus)) i zebre (Equus (Hippotigris))

## Podvrste ili vrste
1. Equus caballus Linnaeus, 1758 – divlji konj; preciznije Equus (Equus) caballus
2. Equus ferus Boddaert, 1785 – ruski divlji konj, Tarpan; preciznije Equus (Equus) ferus
3. Equus przewalskii Poliakov, 1881 – prževalskijev konj, takhi; preciznije Equus (Equus) przewalskii

## Vanjske poveznice
|  | Zajednički poslužitelj ima stranicu o temi Equus |
|  | Wikivrste imaju podatke o taksonu Equus          |